# Château-Voué
Château-Voué é uma comuna francesa na região administrativa de Grande Leste, no departamento de Mosela. Estende-se por uma área de 7,47 km². Em 2010 a comuna tinha 98 habitantes (densidade: 13,1 hab./km²).